# 南河源县
南河源县（印尼语：Kabupaten Hulu Sungai Selatan）是印度尼西亚南加里曼丹省的一个县，位于加里曼丹岛东南部，是一个内陆县份，县治在坎当岸。2010年普查，全县有人口212,678人。